# 県央地域広域市町村圏組合消防本部
県央地域広域市町村圏組合消防本部（けんおうちいきこういきしちょうそんけんくみあいしょうぼうほんぶ）は、長崎県の県央部3市（諫早市・大村市・雲仙市）の組合、県央地域広域市町村圏組合の消防本部（消防組合）である。本部は諫早市の諫早消防署に隣接している。

## 所在地
- 〒854-0005 長崎県諫早市鷲崎町221番地1
  - 北緯32度50分03.7秒 東経130度03分57.8秒 / 北緯32.834361度 東経130.066056度座標: 北緯32度50分03.7秒 東経130度03分57.8秒 / 北緯32.834361度 東経130.066056度
  - 国道207号沿いにある。

## 主力機械
- （2014年4月1日現在）
  - 消防ポンプ自動車：9
  - 水槽付消防ポンプ自動車：6
  - 化学消防車：1
  - 救助工作車：3
  - 高規格救急自動車：13
  - はしご付消防自動車：4
  - 指揮車：4
  - 人意輸送車：1
  - 資機材搬送車：2
  - その他：8

## 管轄地
- 大村市全域
- 諫早市全域
- 雲仙市の旧吾妻町、愛野町、千々石町、小浜町、南串山町地区
  - 旧国見町、旧瑞穂町地区は合併で雲仙市ができる前より、島原地域広域市町村圏組合に属していたという経緯から、島原市にある消防本部が管轄している。

## 組織

### 消防本部
- 消防長
  - 次長
    - 消防総務課
    - 予防指導課
    - 警報救急課
    - 通信指令課

### 消防署

#### 諫早消防署
- 所在地 -  諫早市鷲崎町221番地1
- 組織
  - 庶務課
  - 予防設備課
  - 消防隊
  - 救急隊
  - 救助隊
  - 分署
    - 西諫早分署（にしいさはや）- 諫早市馬渡町10-1
    - 多良見分署（たらみ）- 諫早市多良見町化屋1800
    - 飯盛分署（いいもり）- 諫早市飯盛町開1293-54
    - 高来分署（たかき）  - 諫早市高来町溝口44
高来分署については2024年（令和6年）に諫早市高来町水ノ浦字大田367番12へ移転することになっている[1][2]。

  - 機関員派出所　　　　
    - 有喜機関員派出所（うき）- 諫早市有喜町221-1

#### 大村消防署
- 所在地 -  長崎県大村市森園町34-1
- 組織
  - 庶務課
  - 予防設備課
  - 消防隊
  - 救急隊
  - 救助隊
  - 分署

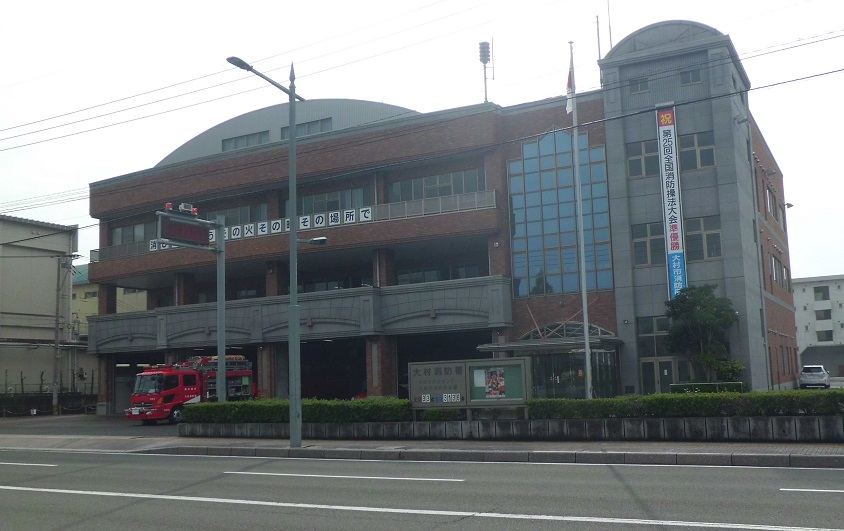
大村消防署

    - 宮小路分署（みやしょうじ） - 大村市宮小路三丁目1063-1

#### 小浜消防署
- 所在地 - 雲仙市小浜町北本町114-25
南に約1.5kmの雲仙市小浜町マリーナ1番地に移転するため工事が進行しており、2025年（令和7年）供用開始予定である[3][4]。
- 組織
  - 庶務課
  - 予防設備課
  - 消防隊
  - 救急隊
  - 救助隊
  - 分署
    - 愛野分署（あいの）- 雲仙市愛野町甲4440-1

  - 分駐所
    - 雲仙分駐所（うんぜん）- 雲仙市小浜町雲仙320